# Казангулово
Казангулово (баш. Ҡаҙанғол) — село в Давлекановском районе Республики Башкортостан Российской Федерации. Административный центр Казангуловского сельсовета.

## География
Село находится на правом берегу реки Дёма.

### Географическое положение
Расстояние до:
- районного центра (Давлеканово): 24 км,
- ближайшей ж/д станции (Давлеканово): 24 км.

## Население
| 2002 | 2009 | 2010 |
| ---- | ---- | ---- |
| 382  | ↗419 | ↗441 |

### Национальный состав
Согласно переписи 2002 года, преобладающая национальность — башкиры (94 %).

## Религия
В селе находится мечеть.